# سفارة ميانمار في مصر
سفارة ميانمار لدى مصر هي الممثلية الدبلوماسية العليا لدولة ميانمار لدى جمهورية مصر العربية. 

## السفارة
```
24 محمد مظهر، 
الزمالك
، 
الجيزة
.
```

## اقرأ أيضا
- قائمة البعثات الدبلوماسية في مصر